# Krang (Teenage Mutant Ninja Turtles)
Krang is een fictieve superschurk uit het Teenage Mutant Ninja Turtles-universum. Hij verscheen voor het eerst in de eerste animatieserie, en maakte nadien eveneens zijn opwachting in de stripserie Teenage Mutant Ninja Turtles Adventures, de meeste van de klassieke videospellen, en de derde animatieserie.  

## De oorspronkelijke Krang
De eerste versie van Krang was een van de vaste antagonisten in de originele animatieserie, waarin zijn stem werd ingesproken door Pat Fraley. 

### Biografie
Krang is een zeer intelligente krijgsheer uit Dimensie X. Hij heeft de macht over een leger van Rock Soldiers, die worden aangevoerd door General Traag. Daarnaast stal hij de Technodrome, een bolvormig fort/tank, van zijn maker Drakus. Door een onbekende oorzaak verloor Krang zijn lichaam en was daarna alleen nog een brein met ogen, een mond en twee tentakels. Hij werd uit Dimensie X verbannen naar de aarde.
Op aarde maakte hij een deal met de Shredder, die, samen met zijn robotische Foot Soldiers, de Technodrome als basis gebruikte. In ruil hiervoor maakte Shredder voor Krang een nieuw lichaam: een mensachtig exopak.
Shredder kon echter de Turtles niet aan en had Krangs hulp nodig. In seizoen 3 bezochten de Turtles echter een parallel universum waarin zij nooit bestonden en de Shredder gemakkelijk de wereld kon overnemen. In deze realiteit had Shredder Krang verraden en hem zonder pak of Technodrome achtergelaten.
Krangs ultieme doel is de aarde veroveren, maar dit werd waarschijnlijk pas zijn doel na zijn verbanning. Hij heeft niet dezelfde obsessie voor het verslaan van de Turtles als Shredder. Daar waar Shredder ze als zijn aartsvijanden ziet, ziet Krang ze enkel als een hinderlijk obstakel bij het bereiken van zijn doel.
Na hun eerste ontmoeting probeerden Shredder en Krang acht jaar lang de Turtles te verslaan en de Technodrome, die zich afwisselend op aarde en in Dimensie X bevond, van genoeg energie te voorzien voor hun aanval op de aarde. In de aflevering Turtle Trek uit het achtste seizoen, vernietigden de Turtles de motoren van de Technodrome waardoor deze en iedereen aan boord in Dimensie X werden opgesloten.
Krang werd twee jaar later echter gecontacteerd door Lord Dregg, die hem en Shredder terughaalde naar de aarde. Dregg verraadde hen echter en ontnam Krang zijn energie. Shredder ontsnapte en wist Krang later te genezen. Uiteindelijk werden beide weer in Dimensie X opgesloten. Nadien is er niets meer van hem vernomen.
In de Archie Comics stripserie werd bekendgemaakt dat Krang veel kwaadaardiger was dan de animatieserie deed vermoeden. Er werd gesuggereerd dat het bloed van hele rassen aan zijn handen kleefde.

### Exopak
Krang had geen lichaam meer en was afhankelijk van een exopak om zich voort te bewegen en te kunnen vechten. Zijn exopak was een groot en sterk mechanisch lichaam, met een cockpit in de maag. Dit pak leek sterk op de exopakken van de Utroms. Oorspronkelijk had het pak een microchip waarmee Krang en het pak konden groeien tot kolossaal formaat, maar deze chip werd al in de debuutaflevering van het pak vernietigd.
Zelfs zonder de chip was het exopak behoorlijk sterk. De handen konden veranderen in verschillende wapens en zelfs communicatie apparaten. Het pak kon verder vleugels met straalaandrijving laten “groeien” op de plaats waar normaal de armen zaten.

### Videospellen
Krang doet geregeld mee in de klassieke TMNT videospellen gebaseerd op de eerste animatieserie. Hij was altijd een van de laatste eindbazen (soms zelfs de allerlaatste, hoewel die positie meestal naar Shredder gaat). De speler komt hem vrijwel altijd tegen in de Technodrome-levels.

### Turtles Forever
Krang heeft een gastrol in de film Teenage Mutant Ninja Turtles: Turtles Forever. Hierin vecht hij met de Turtles mee tegen de Shredder uit de tweede animatieserie.

## Derde animatieserie
Na de afwezigheid van Krang in de tweede animatieserie, is hij weer van de partij in de meest recente animatieserie. In deze serie is Krang niet langer een enkel individu, maar de benaming van een heel ras van buitenaardse monsters. Deze monsters refereren allen aan zichzelf en hun soortgenoten als Krang; individuele namen lijken ze niet te bezitten. Hun leider is Kraang Prime. 
De Kraang ziet er zelf nog wel uit als in de eerste animatieserie, alleen is het lichaam nu een robot in plaats van een menselijk-lijkend lichaam. De Krang zijn in deze serie verantwoordelijk voor het naar de aarde halen van het mutagen dat de Turtles gemaakt heeft tot wat ze nu zijn. Ze maken plannen om vanuit hun eigen dimensie de aarde te veroveren. Om dit te bewerkstelligen ontvoeren ze een groot aantal wetenschappers, waaronder April O'Neils vader, maken plannen om de aarde via Terraforming geschikt te maken voor hun eigen soort, en willen ze een poort openen waarlangs het Krang-invasieleger naar de aarde kan komen. Ze werken een paar maal samen met Shredder en zijn Footclan omdat ze een gezamenlijke vijand hebben in de Turtles, maar het grootste deel van de serie volgen de Krang hun eigen agenda, los van Shredder.

## Krang en de Utroms
Krang lijkt fysiek sterk op de Utroms, een buitenaards ras dat wel meedeed in de originele stripserie en de tweede animatieserie, maar niet in de eerste en derde animatieseries. 
De krang uit de originele animatieserie is echter geen Utrom. Er zijn een aantal belangrijke verschillen:
- De Utroms komen van een andere planet. Krang uit een andere dimensie.
- De Utroms zien er van nature uit als hersenachtige wezens met korte tentakels. Krang was oorspronkelijk een reptielachtig wezen wiens lichaam werd vernietigd waarna enkel de hersens overbleven.
- De Utroms zijn vredelievend (behalve Ch'rell/Shredder). Krang is een krijgsheer.
- Krang noemde zichzelf nooit een Utrom.

Krang maakte in zekere zin wel een cameo als Utrom in de tweede animatieserie in de aflevering "Secret Origins Part 3". Een van de Utroms in deze aflevering heet Krang.
Behalve een paar klonen die Krang van zichzelf maakt duiken in de animatieserie vrijwel geen andere leden van Krangs ras op. Alleen in de aflevering Four Musketurtles waren ze te zien in een flashback.
De Krang uit de derde animatieserie hebben meer overeenkomsten met de Utroms.